# Воеводский, Степан Аркадьевич
Степан Аркадьевич Воеводский (3 апреля 1859, Санкт-Петербург — 18 августа 1937, Виши) — русский адмирал (1913), директор Морского кадетского корпуса, морской министр, член Государственного совета.

## Биография
Из дворян Смоленской губернии. Родился в 1859 году в семье адмирала Аркадия Васильевича Воеводского (1813—1879) и его жены Анны Петровны Макеевой (1829—1862). По окончании морского корпуса произведён в 1878 году в гардемарины. В 1878—1881 годах находился в кругосветном плавании на клипере «Джигит». В 1884 году окончил курс Николаевской морской академии по кораблестроительному отделению, произведён в чин лейтенанта; с 1886 года плавал в Балтийском море и за границей. В 1888 году награждён орденом Св. Станислава III степени.
В 1895 году произведён в чин капитана 2-го ранга и назначен старшим офицером крейсера «Светлана». В 1897 году награждён орденом Святого Станислава II степени.
В 1899 году был назначен командиром лодки «Храбрый», строившейся на Санкт-Петербургском адмиралтейском заводе. В первое же заграничное плавание лодка потекла. Представленное по этому поводу донесение Воеводского произвело сенсацию разоблачением недостатков нашего судостроения, фактическим руководителем которого был адмирал Верховский. Лодка была исправлена в Тулоне. Назначенный командиром учебного судна «Верный», Воеводский плавал в 1902—1903 годах в отряде судов морского корпуса. В 1903 году награждён орденом Св. Анны II степени.
В 1904 году назначен заведующим учебной командой строев. квартирмейстеров и командующим крейсера 1 ранга «Герцог Эдинбургский» и произведён в капитаны 1 ранга. В 1905 году награждён орденом Св. Владимира IV степени. В 1906 году командовал отрядом судов морского корпуса и в августе того же года был назначен начальником Морской академии и директором морского корпуса; на этом посту Воеводский был произведён в 1907 году в контр-адмиралы и зачислен в свиту Его Величества.

### Во главе императорского российского флота
В 1908 году назначен товарищем морского министра, а в 1909 году — морским министром и произведён в вице-адмиралы. Член (с 1908) и председатель (1909—1911) Адмиралтейств-совета. Взаимоотношения Воеводского на посту министра с Государственной думой были взаимно негативными, что отрицательно сказывалось на финансировании министерства.
В марте 1911 года Воеводский оставил пост министра с назначением членом Государственного совета, вошёл в группу правых. 6 декабря 1913 года произведён в чин адмирала.
После Гражданской войны — в эмиграции. Умер 18 августа 1937 года в Виши, похоронен в Ницце.

## Награды
- Орден Святого Станислава 3-й степени (01.01.1888)
- Орден Святой Анны 3-й степени (01.01.1894)
- Орден Святого Станислава 2-й степени (06.12.1897)
- Орден Святой Анны 2-й степени (06.12.1903)
- Орден Святого Владимира 4-й степени с бантом (13.12.1904)
- Орден Святого Владимира 3-й степени (06.12.1906)
- Орден Святого Станислава 1-й степени (06.12.1908)
- Орден Святой Анны 1-й степени (01.01.1911)
- Орден Святого Владимира 2-й степени (14.04.1913)
- Орден Белого орла (10.04.1916)

Иностранные:
- болгарский Орден «Святой Александр»
- бухарский Орден Благородной Бухары
- датский Орден Данеброг 5-й степени
- испанский Крест военно-морских заслуг 3-й степени
- китайский Орден Двойного дракона 1-й степени 3-го класса
- португальский Орден Непорочного зачатия Девы Марии Вила-Висозской 2-й степени
- португальский военный орден Сан-Бенто д'Авис
- прусский Орден Красного орла 1-й степени
- французский Орден Почётного легиона, кавалер
- камбоджийский Королевский орден Камбоджи 1-й степени
- шведский Орден Меча 1-й степени
- японский Орден Восходящего солнца 1-й степени

## Семья
Жена с 1887 года Анна Михайловна Арапова (1869—1921).
Дети:
- Николай (1888—1975) — офицер Кавалергардского полка, лётчик, Георгиевский кавалер. В эмиграции в Великобритании, затем в Испании.
- Сергей (1889—1961, Нью-Йорк) — с 1916 командир 4-го эскадрона Кавалергардского полка, в эмиграции кассир в банке.
- Георгий (1891, Санкт-Петербург — 1954, Лейк-Форест, штат Иллинойс, США.) В 1917 ротмистр, временно командующий полком, Георгиевский кавалер. С 1920 во Франции. Впоследствии землевладелец в Америке.
- Владимир (1899 — после 1917) — офицер Кавалергардского полка.